# Невіш (Сан-Томе і Принсіпі)
Невіш (порт. Neves, МФА: [ˈne.vɨʃ]) — третє за чисельністю населення місто Сан-Томе і Принсіпі. Адміністративний центр округу Лемба. Невіш — портове місто, розміщене на західному узбережжі острова Сан-Томе, приблизно за 30 км від столиці.

## Населення
| Рік       | 1991  | 2001  | 2005  | 2008  | 2010  | 2013  |
| Населення | 5 919 | 6 635 | 7 392 | 7 176 | 7 341 | 7 635 |

## Спорт
У місті є дві футбольні команди: Бела Вішта (футбольний клуб) і ФК «Невеш».

## Галерея

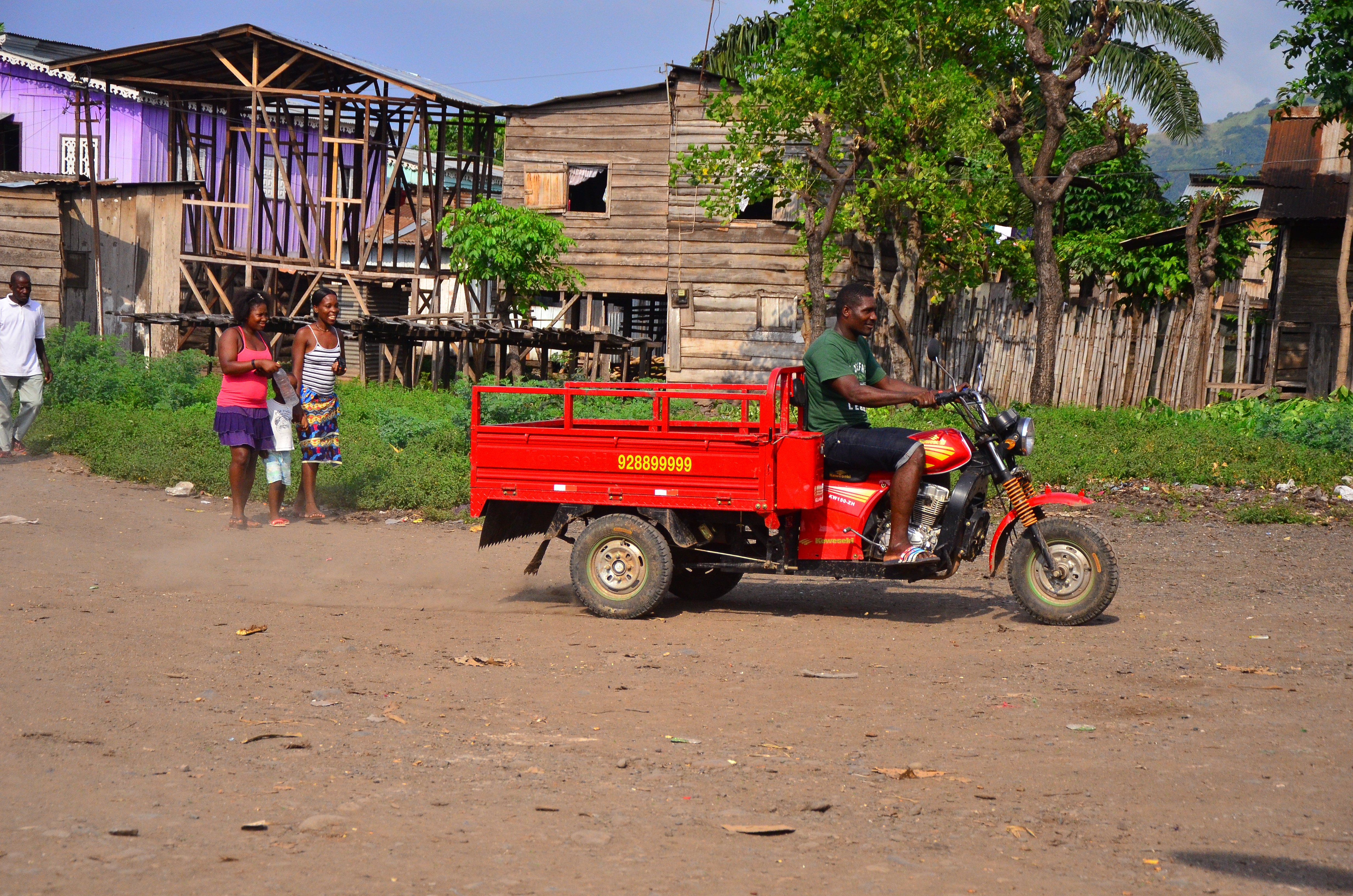
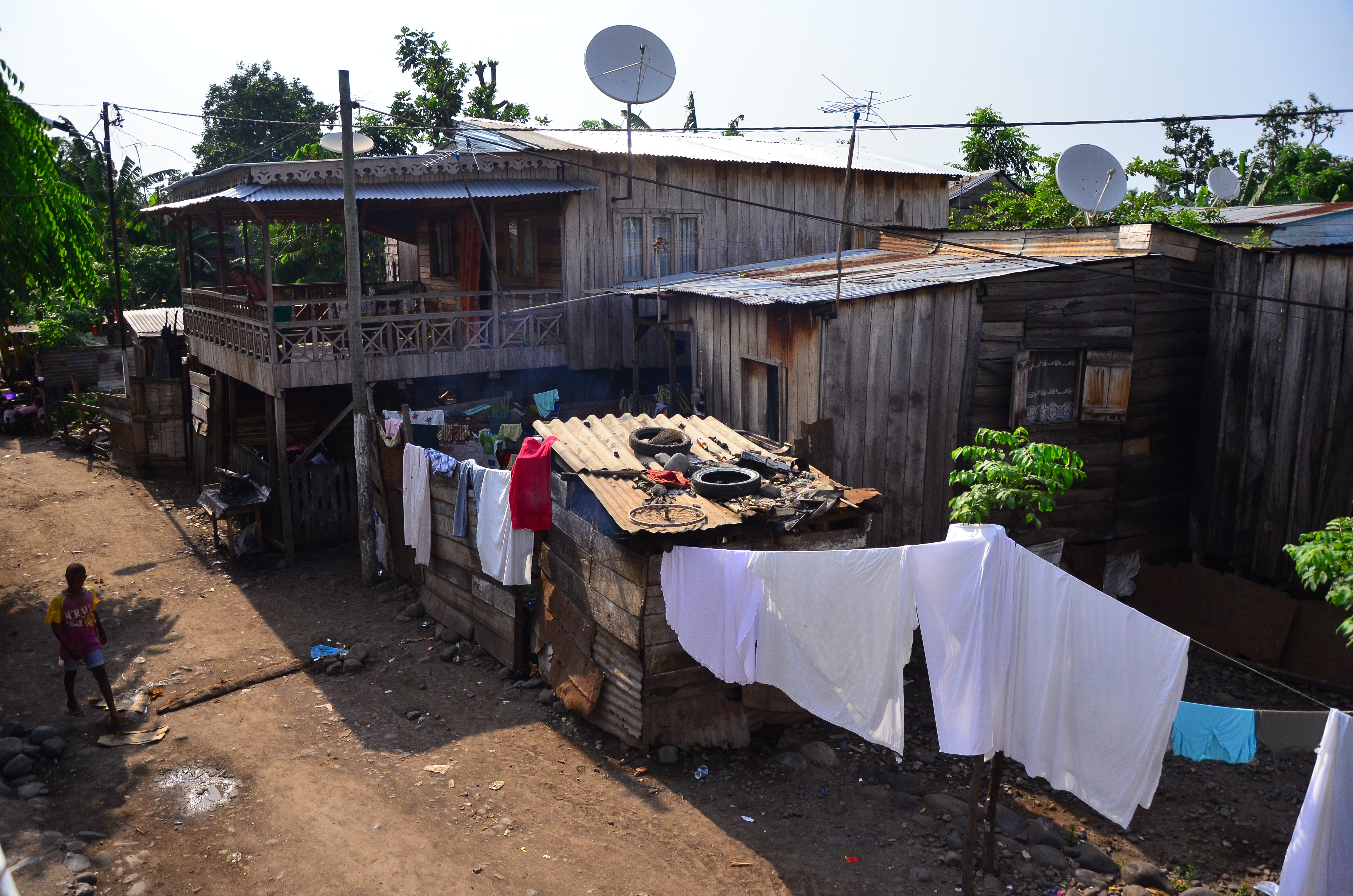
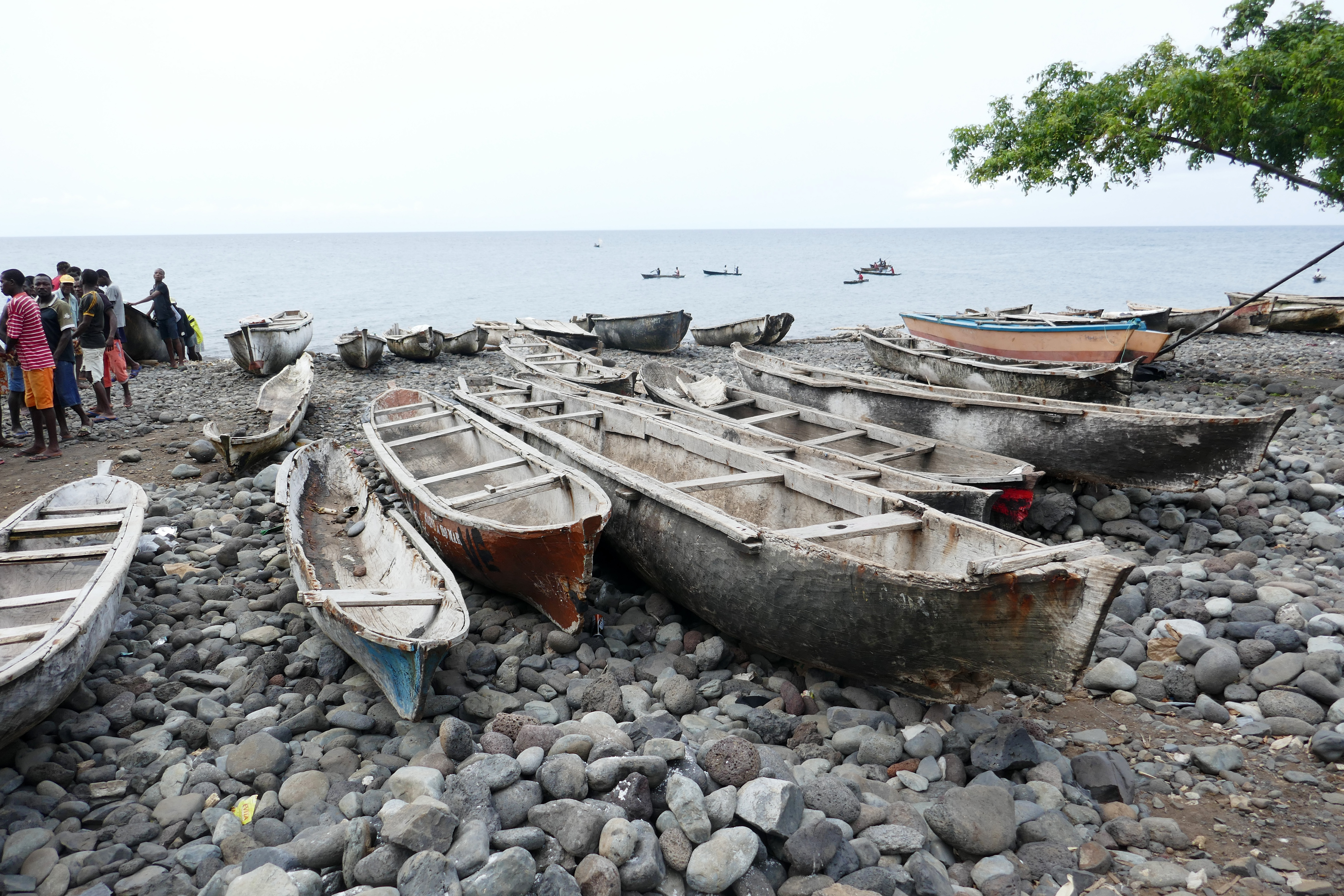
Рибацькі човни
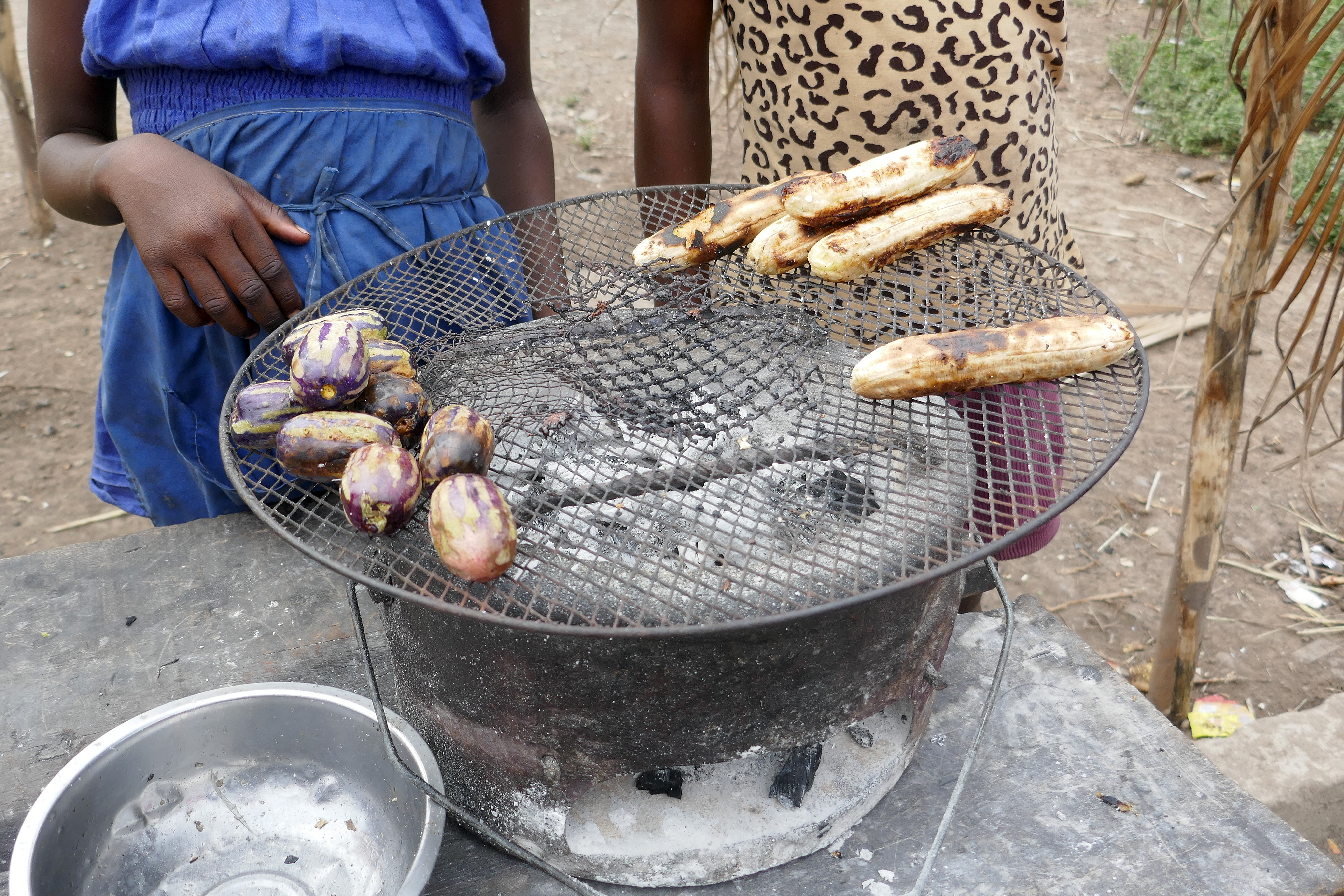
Продаж смажених бананів і сафусів на вулиці Невіша
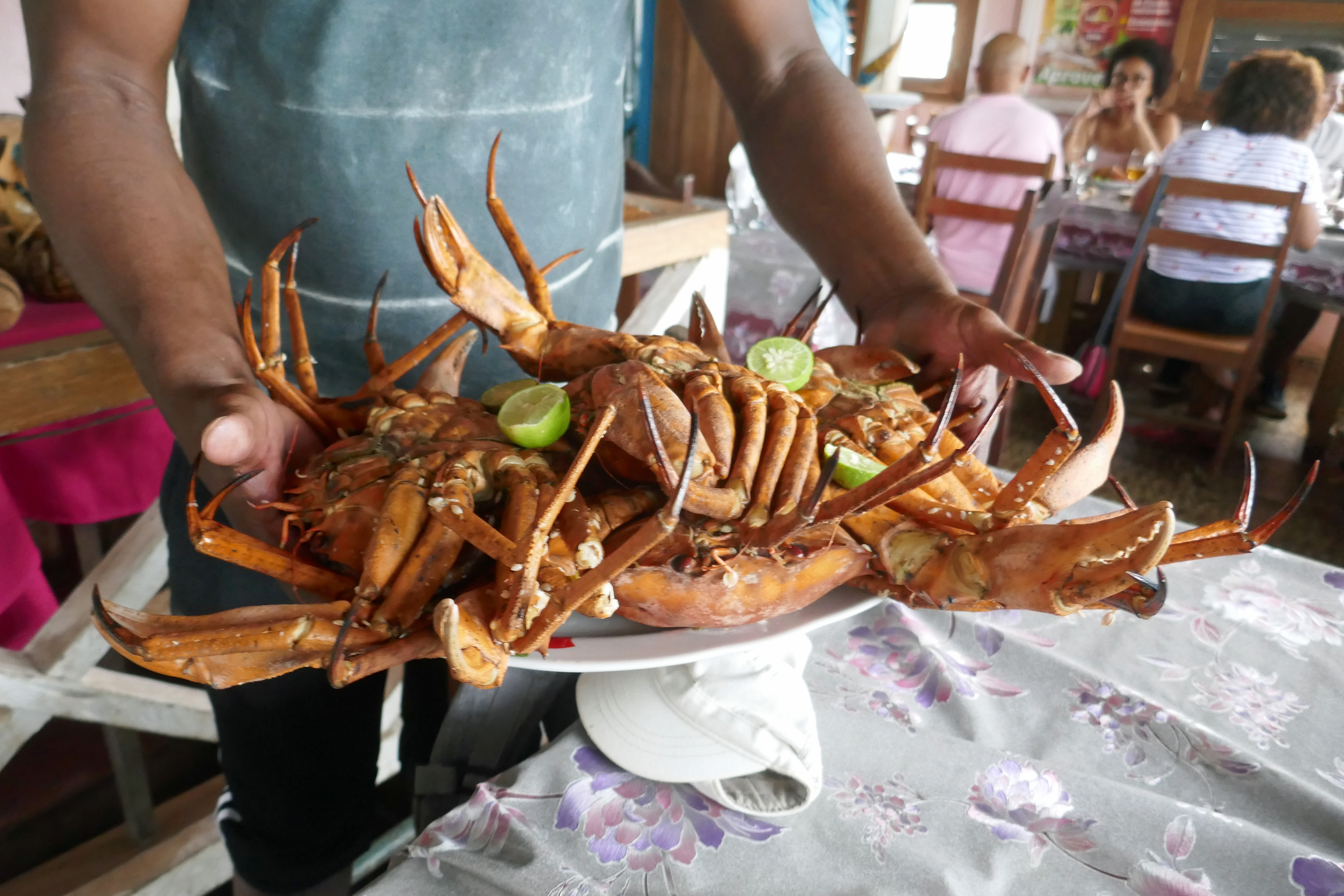
Ресторан у Невіші, спеціалізація якого - великий краб-сантола (Maja squinado)
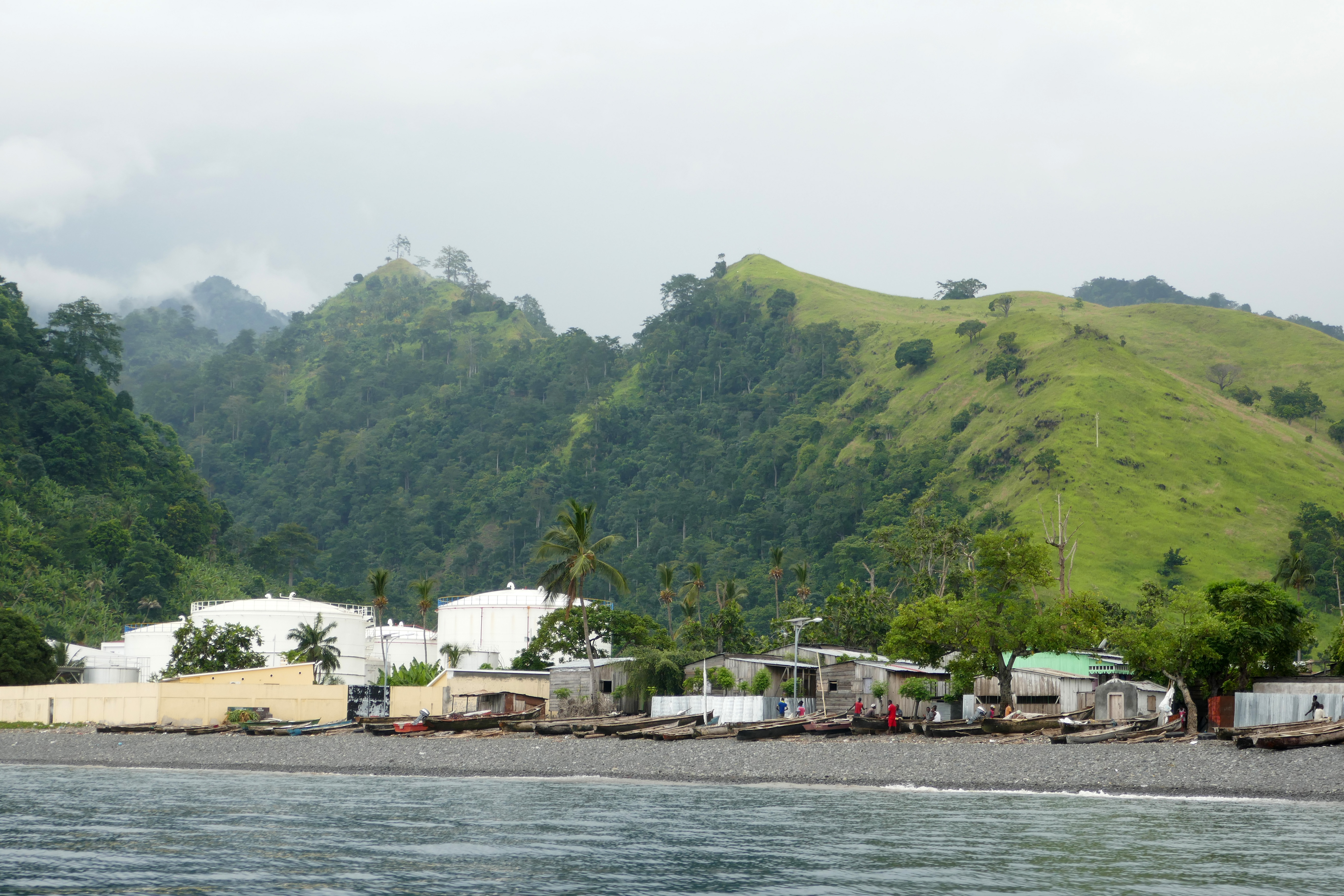
Вид на місто з моря. Ліворуч - цистерни з нафтопродуктами.
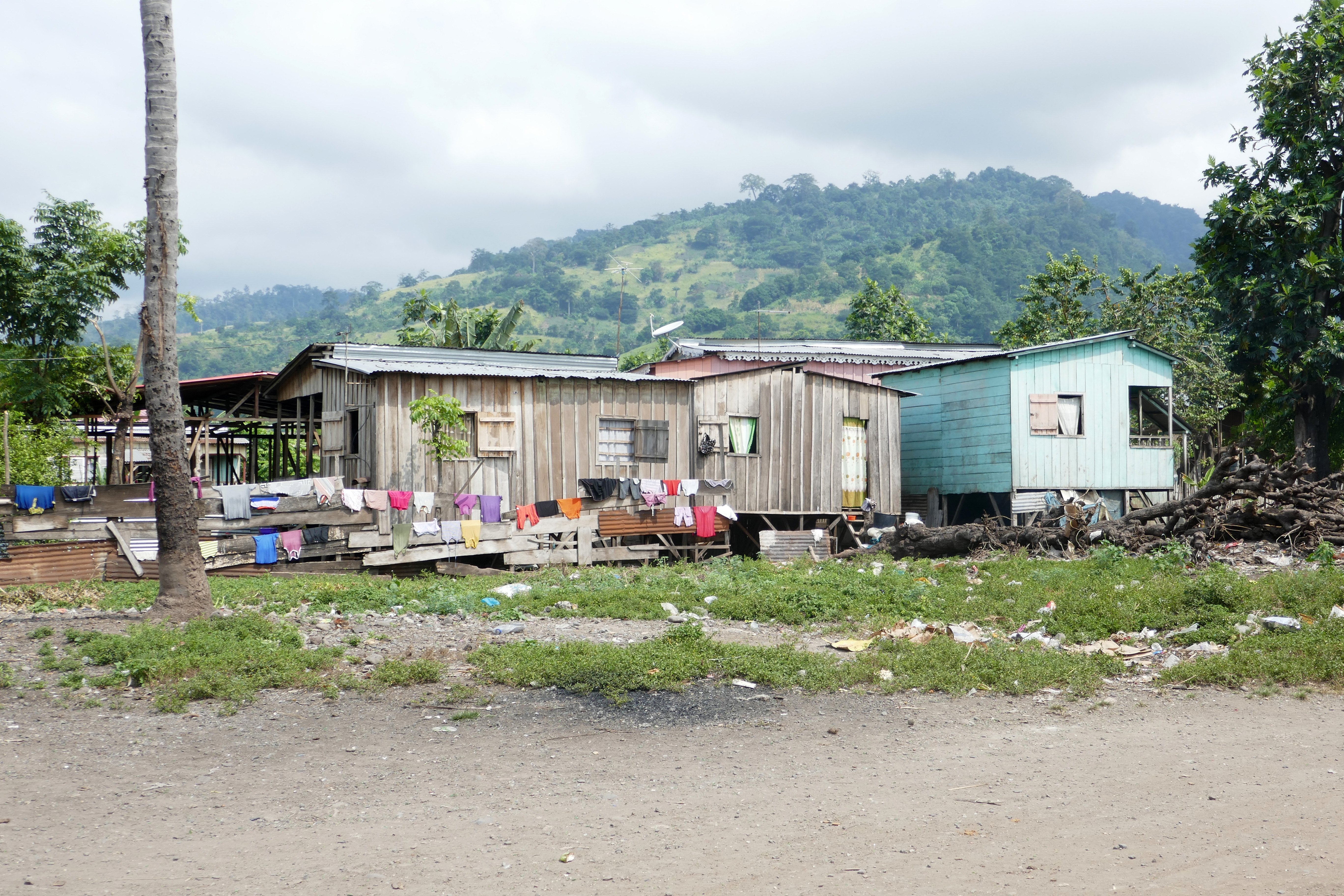
Одна з вуличок Невіша.
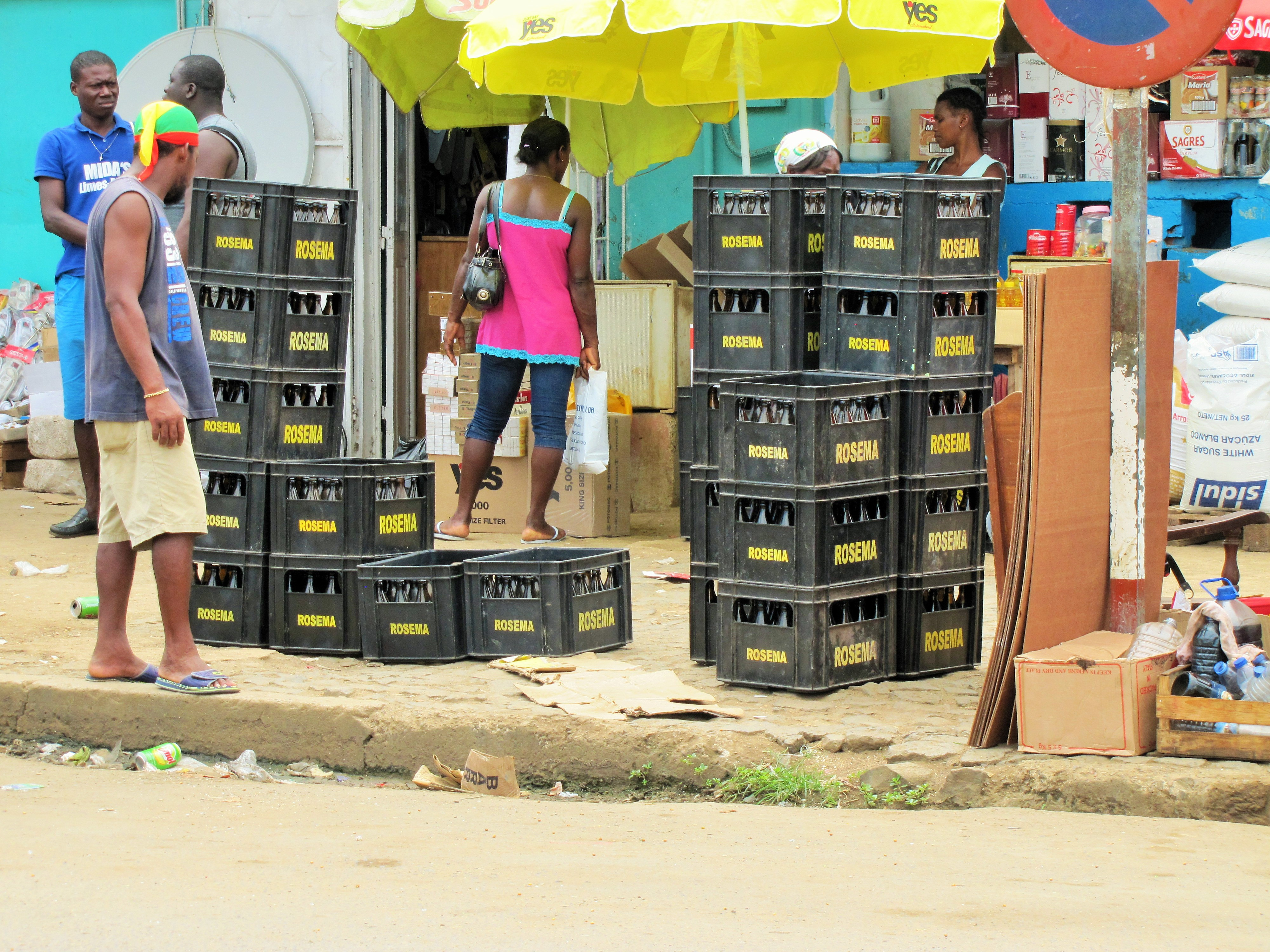
Броварня Розема